# Nándor Hidegkuti
Nándor Hidegkuti (n. 3 martie 1922, Budapesta, Regatul Ungariei – d. 14 februarie 2002, Budapesta, Ungaria) a fost un fotbalist și antrenor de fotbal maghiar.
A jucat pe postul de atacant, sau mijlocaș ofensiv și a petrecut cea mai mare parte a carierei sale la MTK Hungária FC.
În anii 1950, alături de Ferenc Puskás, Zoltán Czibor, Sándor Kocsis și József Bozsik, el fost membru al echipei naționale a Ungariei cunoscută ca Echipa de aur.

## Palmares

### Jucător
Ungaria
- Campion olimpic (1): 1952
- Cupa Internatională a Europei Centrale (1): 1953
- Campionatul Mondial de Fotbal
- Vicecampion (1): 1954

MTK/Textiles/Bástya/Vörös Lobogó
- Prima Ligă a Ungariei (3): 1951, 1953, 1958
- Cupa Ungariei (1): 1952
- Cupa Mitropa (1): 1955

### Antrenor
ACF Fiorentina
- Cupa Cupelor UEFA (1): 1960–61

Győri ETO FC
- Prima Ligă a Ungariei (1): 1963
- Cupa Campionilor Europeni
  - Semifinalist (1): 1964-65